# Spolana

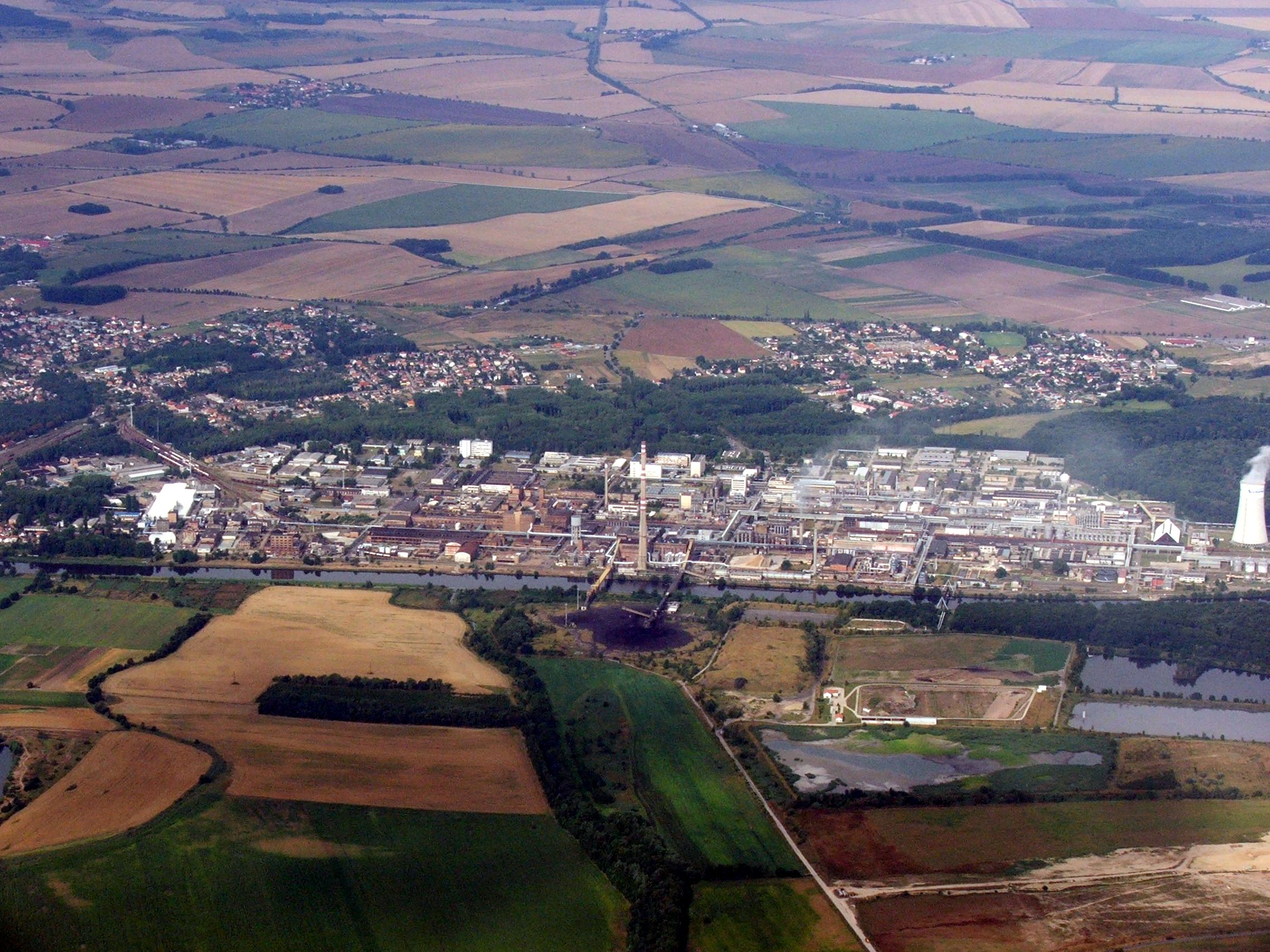
Luftbild des Spolana-Geländes in Neratovice

SPOLANA s.r.o. ist eine Chemiefabrik in Neratovice in Tschechien. Der Betrieb befindet sich linksseitig der Elbe gegenüber der Einmündung des Košátecký potok. Sie orientiert sich vor allem auf den Export ihrer Erzeugnisse und führt ca. 80 % der Produktion aus. Derzeit konzentriert sie sich auf die Herstellung von PVC, Düngemitteln, technischen Gasen und sonstigen anorganischen und chemischen Erzeugnissen. Sie beschäftigt ca. 700 Menschen. Das Unternehmen kam 2002 in die Schlagzeilen, als das Hochwasser der Elbe das Unternehmensgelände überschwemmte. Seit 2016 gehört Spolana zur Gruppe Unipetrol.

## Geschichte
1898 gründete V. B. Goldberg in Neratovice eine Fabrik zur Herstellung von Seifen, Kerzen und Ölen und 1905 entstand hier das Werk von František Šebor zur Herstellung verschiedener Chemikalien. Einen entscheidenden Anteil an der Entwicklung der Stadt hatte der schrittweise Ausbau der chemischen Produktion in der Nachbarschaft der Elbe als Wasserreservoir. 1908–1915 gab es hier eine kleinere Produktionsstätte von Ammoniak und Düngemitteln, später  in der Zeit zwischen den Weltkriegen  wurde das Areal zu einer Produktionsstätte und einem Lager für Lebensmittel (Bonbons, Schokolade, Rollmöpse, Fischsalate, Senf und Suppengewürze, Marmelade, Zichorie). Nach der Annexion des Sudetengebiets kaufte der Verein für Chemische und Metallurgische Produktion 1939 die Fabrik ab, die er anschließend zu vergrößern begann. Die Basis war die Herstellung von Reinigungschemikalien, Präparaten zur Bekämpfung landwirtschaftlicher Schädlinge und Autokosmetik. Danach begann der Verein mit der Errichtung eines chemischen Komplexes, der die Elektrolyse für die Herstellung von Chlor und Natriumhydroxid und eine Produktionsstätte für Viskosefasern umfasste. Dazu wurden ein Kohleheizkraftwerk, ein Wasserwerk und ein Wasserkraftwerk an der Elbe errichtet bis Ende 1946.
1945 wurde der Verein mitsamt seinen Werken in Neratovice verstaatlicht. 1950 verselbständigte sich das Unternehmen unter der Bezeichnung Spolana. In den weiteren Jahren wurden die Chemiewerke in Křinec und Kralupy nad Vltavou. (Reagenzien) angegliedert. Mitte der 1960er Jahre kam es zur Abtrennung der Produktion von Laborchemikalien (Lachema Neratovice). Alle bestehenden Betriebe wurden modernisiert und ausgebaut. Es kamen eine Produktionsstätte für Schwefelsäure aus Pyrit sowie eine Leimfabrik zur Verarbeitung von Knochenleim hinzu und es wurde eine Kläranlage gebaut. Spolana produzierte zwischen 1965 und 1968 T-Säure, wobei das Herbizid herstellungsbedingt mit Dioxin kontaminiert war und drei Gebäude und viele Mitarbeiter kontaminierte. Die T-Säure diente als Vorprodukt für die Herstellung des militärischen Entlaubungsmittels Agent Orange bei der US-Armee, das im großen Stil im Vietnamkrieg eingesetzt wurde. Die Dioxinbelastung führte in Folge zu teils schweren Gesundheitsschäden bei mehreren hunderttausend US-Soldaten und Vietnamesen. Dies war jedoch nicht auf die Produkte der Spolana begrenzt, die T-Säure anderer Lieferanten war ebenfalls belastet.
Später wurde ein Betrieb für die Herstellung von Caprolactam errichtet und in Velvary wurde der Zweigbetrieb erweitert. Ihren Höhepunkt erreichte die Entwicklung in den Jahren 1970 bis 1976, als neue Betriebe für die Herstellung von Chlor durch Elektrolyse (aus importiertem Salz) und eine neue Produktionsstätte für Schwefelsäure und Polyvinylchlorid (PVC) errichtet wurden. Nach 1970 wurden die älteren Betriebe, z. B. die Leimproduktion und die alte Chlorelektrolyse geschlossen. Es wurden der dominante, 200 Meter hohe Schornstein und 100 Meter hohe Kühltürme errichtet. Die Kraftwerksblöcke wurden umgerüstet, die Faserproduktion wurde modernisiert und es wurde eine Produktionsstätte für Oestrophan errichtet.
Von Ende 2001 bis November 2006 gehörte Spolana zur Holdinggruppe Unipetrol, die im Mai 2005 Bestandteil des polnischen Konzerns PKN Orlen wurde. Im November 2006 verkaufte Unipentrol ihren Anteil an Spolana an das polnische Unternehmen Anwil S.A., das ebenfalls zum Konzern PKN Orlen gehört. Im Juni 2016 ging Spolana wieder zurück an die Gruppe Unipetrol.

## Gegenwart
2016 schloss die Firma UNIPETROL RPA einen Kaufvertrag mit der Firma ANWIL ab, auf dessen Grundlage sie einen 100%igen Anteil an der Firma SPOLANA erhielt. In den letzten Jahren kommt es zu weiteren Investitionen in die Modernisierung des Werks und zur Erweiterung der Produktion. Anfang 2018 brachte Spolana  ein Granulat eines landwirtschaftlichen Ammoniumsulfat-Düngers auf den Markt. Im selben Jahr begann sie mit dem Bau eines neuen Gasheizkraftwerks, das der Dampferzeugung für den Betrieb des Areals dient. Das neue Kraftwerk wird mit zwei Dampfkesseln für Erdgas mit einer Leistung von 2 × 35 Tonnen Dampf pro Stunde bestückt. Diese werden die bestehenden Braunkohlekessel ersetzen. Die Fertigstellung des Baus ist für 2019 geplant. Die Gesamtinvestition erreicht 200 Millionen Kronen.